# Iulie 2016
Acest articol este generat integral pe baza informațiilor din articolul 2016 și este actualizat periodic de un robot.
 Editările făcute în articol vor fi șterse la următoarea actualizare! Dacă doriți să faceți modificări, editați articolul-sursă.

ianuarie -
februarie -
martie -
aprilie -
mai -
iunie -
iulie -
august -
septembrie -
octombrie -
noiembrie -
decembrie
Iulie 2016 a fost a șaptea lună a anului și a început într-o zi de vineri.

## Evenimente

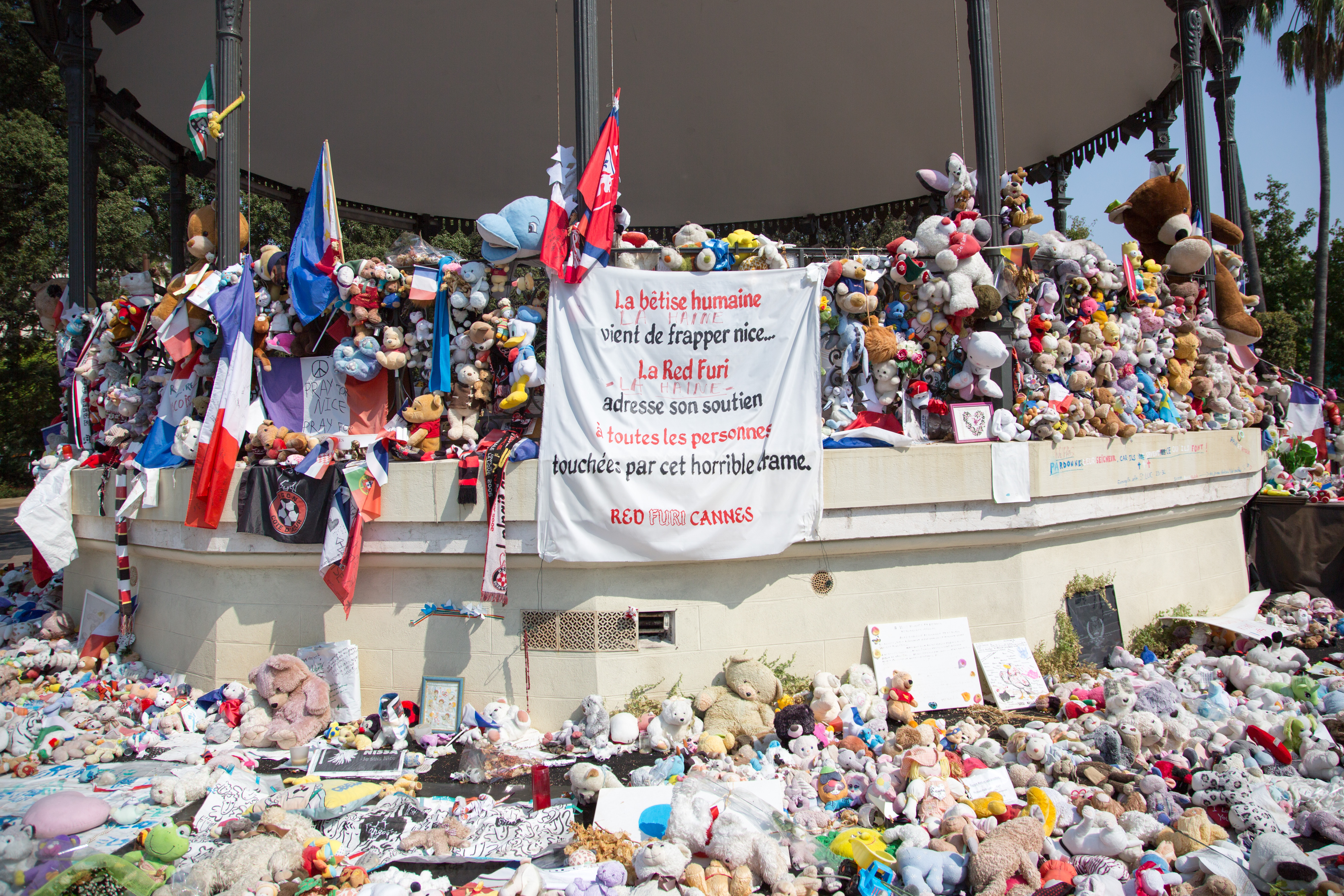
14 iulie: Atentatul de la Nisa, Franța

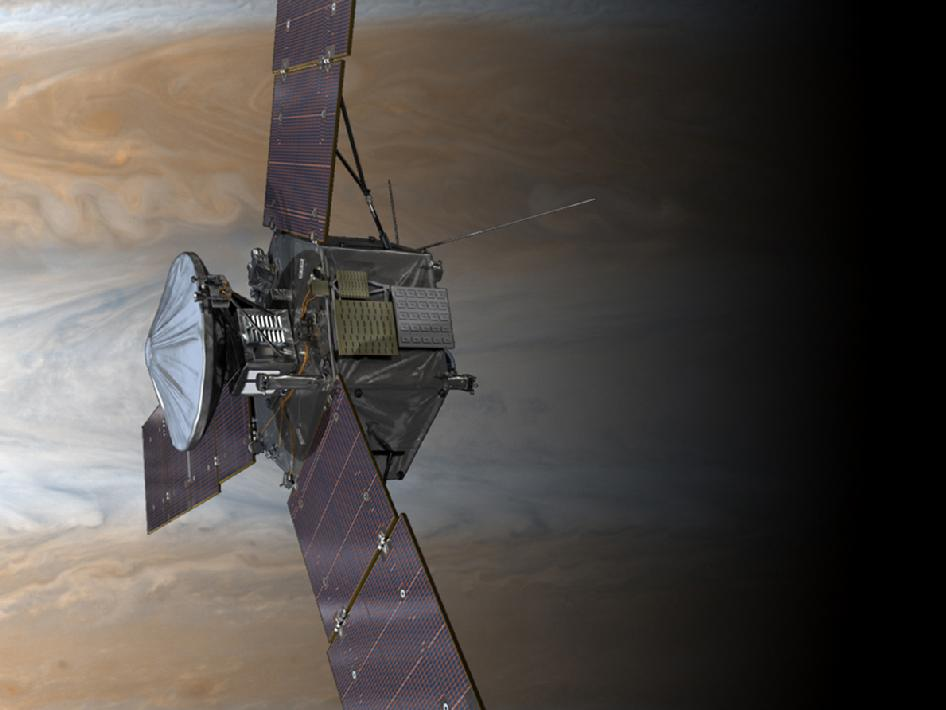
Lansarea sondei Juno spre planeta Jupiter

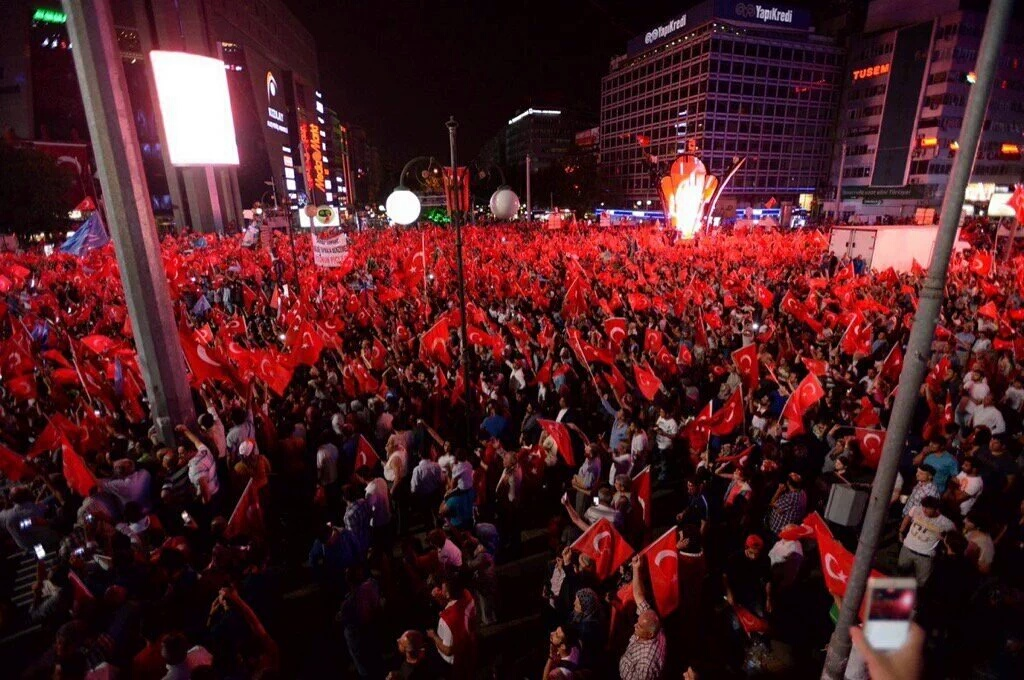
15 iulie: Are loc o tentativă eșuată de lovitură de stat în Turcia organizată de un grup de militari din cadrul Forțelor armate. Se desfășoară proteste anti-loviturii de stat.

- 1 iulie: Slovacia a preluat președinția semestrială a Consiliului Uniunii Europene de la Țările de Jos.
- 1 iulie: Curtea Constituțională din Austria a anulat rezultatul alegerilor prezidențiale din mai și a dispus organizarea unui nou scrutin. Curtea a constatat ca la votul prin corespondență au existat nereguli ce ar fi putut vicia rezultatul final. Marja de voturi dintre cei doi candidați a fost mai mică de 1%.[1]
- 2 iulie: Cel puțin 20 de persoane sunt ucise într-un atac terorist într-un restaurant în Dhaka, Bangladesh.
- 5 iulie: După un zbor de 5 ani, sonda spațială Juno s-a plasat pe orbita planetei Jupiter,[2] cea mai mare planetă din sistemul nostru solar, și va colecta timp de 20 de luni date despre planeta gazoasă.
- 8 iulie: Cel puțin cinci ofițeri de poliție au fost împușcați mortal de lunetiști, iar mai mulți au fost răniți, în timpul protestelor împotriva brutalității poliției, organizate la Dallas, SUA. Președintele Statelor Unite, Barack Obama, a declarat, de la summitul NATO care se desfășoară la Varșovia (8-9 iulie), că atacul din Dallas a fost unul "violent, calculat și demn de dispreț".
- 10 iulie: Finala CE de fotbal din Franța a desemnat a 10-a țară care a câștigat un campionat european de fotbal și anume Portugalia care s-a impus cu scorul de 1-0 în fața Franței.
- 13 iulie: Theresa May îl înlocuiește pe David Cameron ca lider al Partidului Conservator și devine prim-ministru al Regatului Unit.
- 14 iulie: Un șofer de origine tunisiană a intrat cu camionul în mulțimea adunată de Ziua Franței în centrul orașului Nisa și a ucis 84 de oameni, peste 100 fiind răniți.[3]
- 15 iulie: Are loc o tentativă eșuată de lovitură de stat în Turcia organizată de un grup de militari din cadrul Forțelor armate.[4]
- 22 iulie: Nouă persoane au fost ucise și cel puțin 16 persoane rănite într-un atac armat, numit de poliția din München „suspectat de terorism”, în jurul centrului comercial Olympia-Einkaufszentrum din cartierul Moosach din München, Germania, de lângă Stadionul Olimpic. Autorul, un tânăr de 18 ani cu dublă cetățenie germano-iraniană, s-a sinucis.[5][6]
- 22 iulie: În Kuweit, temperaturile au ajuns la +54 grade Celsius, cea mai mare temperatură înregistrată pe glob în timp ce în Irak, în orașul antic Basra, s-au înregistrat +53,9 grade Celsius. Organizația Mondială de Meteorologie a omologat temperaturile.[7] Recordul mondial de temperatură (+56,7 grade Celsius) a fost înregistrat la ferma Furnace Creek din Valea Morții, California, la 10 iulie 1913 însă este contestat pe motiv ca a fost măsurat cu instrumente inexacte acum peste 100 de ani.

## Decese
- 1 iulie: Ion Ianoși, 88 ani, scriitor și eseist român (n. 1928)
- 2 iulie: Michael Cimino, 77 ani, regizor american de film (n. 1939)
- 2 iulie: Michel Rocard, 86 ani, om politic francez, prim-ministru al Franței (1988-1991), (n. 1930)
- 2 iulie: Elie Wiesel, 87 ani, scriitor și ziarist american de etnie evreiască, laureat al Premiului Nobel (1986), supraviețuitor al Holocaustului, (n. 1928)
- 4 iulie: Abbas Kiarostami, 76 ani, regizor și scenarist iranian (n. 1940)
- 7 iulie: Laura Mancinelli, 82 ani, scriitoare italiană de literatură pentru copii (n. 1933)
- 10 iulie: Miklós Apáti, scriitor, jurnalist maghiar (n. 1944)
- 11 iulie: Dale Băsescu, 60 ani, actor american de origine română (n. 1956)
- 11 iulie: Jana Thiel, 44 ani, jurnalistă germană (n. 1971)
- 12 iulie: Goran Hadžić, 57 ani, politician sârb (n. 1958)
- 13 iulie: Bernardo Provenzano, 83 ani, mafiot italian (n. 1933)
- 14 iulie: Péter Esterházy, 66 ani, scriitor și publicist maghiar (n. 1950)
- 15 iulie: Petru Soltan, 85 ani, matematician din R. Moldova (n. 1931)
- 19 iulie: Garry Marshall, 82 ani, actor și regizor american (n. 1934)
- 19 iulie: Anthony D. Smith, 76 ani, specialist britanic în naționalism, etnicitate și profesor emerit la London School of Economics (n. 1939)
- 20 iulie: Radu Beligan, 97 ani, actor român, cu o bogată activitate în teatru, film, TV și radio (n. 1918)
- 21 iulie: Adolph Bachmeier, 78 ani, fotbalist american de etnie română (n. 1938)
- 24 iulie: Bergi Vosganian, 89 ani, oenolog armean (n. 1927)
- 25 iulie: Halil İnalcık, 100 ani, istoric turc (n. 1916)
- 25 iulie: Tim LaHaye, 90 ani, preot și scriitor american (n. 1926)
- 27 iulie: Jerry Doyle, 60 ani, actor american de TV (n. 1956)
- 28 iulie: Sonia-Maria Drăghici, 60 ani, deputat român (n. 1956)
- 28 iulie: Vladica Kovačević, 76 ani, fotbalist sârb (atacant), (n. 1940)
- 30 iulie: Patrick Lalor, 90 ani, om politic irlandez, membru al Parlamentului European (1979-1984), (n. 1926)
- 31 iulie: Fazil Iskander, 87 ani, scriitor abhaz (n. 1929)
- 31 iulie: Eugen Șendrea, 65 ani, istoric român (n. 1951)